# Schizogenius ochthocephalus
Schizogenius ochthocephalus är en skalbaggsart som beskrevs av John Whitehead. Schizogenius ochthocephalus ingår i släktet Schizogenius och familjen jordlöpare. Inga underarter finns listade i Catalogue of Life.